# Rio Barse
Barse é um rio, afluente pela margem direita do rio Sena, e que nasce em Vendeuvre-sur-Barse, no sudeste do departamento de Aube, em França, desaguando no Sena em Saint-Parres-aux-Tertres, perto de Troyes
Ao longo do seu percurso atravessa as seguintes comunas do departamento de Aube: Vendeuvre-sur-Barse, Champ-sur-Barse, La Villeneuve-au-Chêne, Briel-sur-Barse, Montreuil-sur-Barse, Montiéramey, Lusigny-sur-Barse, Courteranges, Montaulin, Ruvigny, Rouilly-Saint-Loup e Saint-Parres-aux-Tertres.